# 歌川貞幸
歌川 貞幸（うたがわ さだゆき、生没年不詳）とは、江戸時代の浮世絵師。

## 来歴
歌川国貞の門人。歌川の画姓を称し五丁亭、一雲斎と号す。作画期は文政から嘉永の頃にかけてで、錦絵及び草双紙の挿絵を描く。

## 作品
- 『廓薫名寄生梅川』　合巻　※古今亭三馬作、文政12年（1829年）刊行
- 「かゐさいく」　墨摺　※文政12年3月